# Inocêncio Veloso Pederneiras
Brigadeiro Inocêncio Veloso Pederneiras, primeiro e único barão de Bujuru (Rio Pardo, 15 de junho de 1818 — Rio de Janeiro, 18 de junho de 1891) foi um historiador, militar e político brasileiro.
Condecorado com a medalha da Campanha do Paraguai com passador de ouro, representou posteriormente a região sul como deputado provincial pelo Rio Grande do Sul, por duas vezes.
Era filho de João de Sá Brito e de Manuela Branco Pereira e casou-se com sua prima Maria Isabel Veloso Rebelo.
Agraciado com o título de barão de Bujuru por decreto de 13 de setembro de 1889, e que faz referência à lagoa gaúcha homônima, aparentemente, o barão nunca utilizou seu título. Era comendador da Imperial Ordem de São Bento de Aviz e da Imperial Ordem de Cristo, e dignitário da Imperial Ordem da Rosa.
A estação ferroviária de Pederneiras, em Rio Pardo, atualmente abandonada, foi inaugurada em 7 de março de 1883 e atendia a fazenda das Pederneiras, de Inocêncio Veloso Pederneiras.